# Бальзамо-Кривелли, Риккардо
Риккардо Бальзамо-Кривелли (итал. Riccardo Balsamo-Crivelli; 20 августа 1874, Сеттимо-Миланезе, Ломбардия — 31 декабря 1938, Бордигера, Лигурия) — итальянский поэт-эпик.
Большую часть своей юности прожил в Бривьо недалеко от Лекко .
Как поэт в своём творчестве стремился к возвращению в эпоху средневековья в противовес модному тогда футуризму.
Известен обширным эпосом «Boccaccino» (1920) в 13 000 строф, где воспроизводится образ молодого Бокаччо, герои его романов и новелл, сталкивающиеся с ним в жизни; всё это изложено архаизованным, но красочным языком. Другая крупная вещь Бальзамо-Кривелли — «Il Rossin di Maremma» (1922).
Благодаря дружбе с Бенедетто Кроче в 1920 году опубликовал своё главное произведение «Boccaccino».
В жизни отличался ненавистью к новшествам (мизонеизмом), всем аспектам современности, от автомобиля до кино, от одежды до поэтических и литературных течений.